# قصر المحمدية

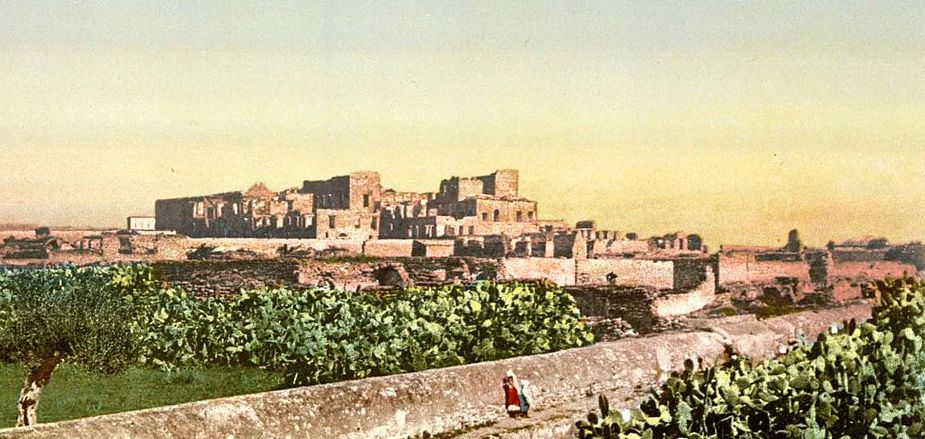
صورة للقصر عام 1878

قصر المحمدية، هو قصر مهجور غير مكتمل يقع في مدينة المحمدية على بعد 20 كلم جنوب العاصمة تونس. تعود فترة بناءه الأولى إلى عهد مصطفى باي إلا أنه وقع تطويره وتغيير شكله من قبل أحمد باي الذي كان يطمح إلى إنشاء قصر على طراز فرساي الذي انبهر به لدى زيارته فرنسا عام 1846. اخذت الأشغال ابعادا غير مسبوقة فوقع استيراد الرخام من كرارا والخزف من نابولي والثريات والمرايا من البندقية. رصدت لعملية البناء اموال ضخمة جزء منها متأتي من قروض اجنبية ممّا ادى إلى تعميق العجز المالي للبلاد. بقي أحمد باي يتردد عليه من قصره بحلق الوادي وأحيانا من قصر مصطفى خزندار بحمام الأنف ، وبعد وفاته عام 1855 توقفت الأشغال واستعملت مواد بناءه لتشييد قصر محمد باي بالمرسى. سمي القصر أيضا بقصر الصالحية نسبة للولي الصالح سيدي صالح قيدار الذي تقع زاويته خلفه.